# Немзеті СК
Немзеті СК (угор. Nemzeti Sport Club — укр. Національний спортивний клуб) — професіональний угорський футбольний клуб з міста Будапешт.

## Історія клубу
Клуб був заснований у 1906 році. З сезону 1907–08 почав виступи у другій лізі угорського чемпіонату. З другої спроби зумів піднятися до елітного дивізіону, де одразу в сезоні 1909–10 посів третє місце, яке так і залишиться найвищим досягненням команди в чемпіонаті. У травні 1909 року вперше гравець клубу отримав запрошення до складу збірної Угорщини. Першопрохідцем став Іштван Тот, відомий нападник, що виступатиме у складі «Ференцвароша», а по завершенні кар'єри стане успішним тренером. Також протягом 1909—1910 років у збірній з гравців «Немзеті» зіграють Дьордь Главай, Дьюла Фельдманн і Шандор Боднар.
Під час Першої світової війни «Немзеті» виступатиме у різних лігах, зокрема у 1915 році стане переможцем Карпатської ліги. Відновлення повноцінного чемпіонату клуб зустріне у другому дивізіоні, але за три роки повернеться в еліту. Наступні роки клуб балансуватиме між двома лігами, а надовго зможе закріпитися в еліті у період між 1924 і 1934 роками.
Першим футболістом «Немзеті», що зміг відзначитися голом у складі збірної Угорщини став у 1925 році Іллеш Шпітц, котрий незабаром перейде до складу клубу «Уйпешт». У цей же час за національну команду виступатиме Янош Ремай, що проведе найбільше матчів за збірну у ролі гравця «Немзеті» — 6 (1 гол).
1926 року клуб був серед членів-засновників Угорської професійної ліги. В 1931 році відбулося об'єднання «Немзеті» з клубом «Терезвароші».
У першості 1937–38 років нападник клубу Янош Кішалагі встановив рекорд результативності за сезон в елітному угорському чемпіонаті серед гравців «Немзеті», відзначившись 18 разів.
В 1942 році команда припинила своє існування, щоб ненадовго відродитися в 1945. Через рік клуб знову розпадається, на короткий час відновлюється у 1957 році, після остаточно зникає з професійної футбольної карти Угорщини.

## Виступи в чемпіонаті Угорщини
| Сезон   | Ліга                           | Клас | Місце | Кількість команд | Очок | Кубок Угорщини |
| ------- | ------------------------------ | ---- | ----- | ---------------- | ---- | -------------- |
| 1907–08 | 2 Ліга                         | 2    | 2     | 8                | 23   |                |
| 1908–09 | 2 Ліга                         | 2    | 1     | 9                | 30   |                |
| 1909–10 | 1 Ліга                         | 1    | 3     | 9                | 18   |                |
| 1910–11 | 1 Ліга                         | 1    | 8     | 10               | 12   |                |
| 1911–12 | 1 Ліга                         | 1    | 7     | 10               | 16   |                |
| 1912–13 | 1 Ліга                         | 1    | 9     | 10               | 6    |                |
| 1913–14 | 1 Ліга                         | 1    | 10    | 19               | 9    |                |
| 1916–17 | Військовий чемпіонат, 2 Ліга   | 2    | 2     | 12               | 32   |                |
| 1917–18 | Військовий чемпіонат, 2 Ліга   | 2    | 3     | 12               | 27   |                |
| 1918–19 | Військовий чемпіонат, 2 Ліга   | 2    | 2     | 12               | 33   |                |
| 1919–20 | 1 Ліга                         | 1    | 12    | 15               | 20   |                |
| 1920–21 | 2 Ліга                         | 2    | 2     | 14               | 40   |                |
| 1921–22 | 2 Ліга                         | 2    | 6     | 12               | 22   |                |
| 1922–23 | 2 Ліга                         | 2    | 5     | 15               | 30   |                |
| 1923–24 | 2 Ліга                         | 2    | 2     | 14               | 40   |                |
| 1924–25 | Район Будапешту, 1 Ліга        | 1    | 6     | 12               | 22   |                |
| 1924–25 | Район Будапешту, 1 Ліга        | 1    | 5     | 12               | 24   |                |
| 1926–27 | 1 Ліга професійного чемпіонату | 1    | 8     | 10               | 14   |                |
| 1927–28 | 1 Ліга професійного чемпіонату | 1    | 6     | 12               | 18   |                |
| 1928–29 | 1 Ліга професійного чемпіонату | 1    | 7     | 12               | 19   |                |
| 1929–30 | 1 Ліга професійного чемпіонату | 1    | 10    | 12               | 16   |                |
| 1930–31 | Професійна 1 Ліга              | 1    | 5     | 12               | 24   |                |
| 1931–32 | Професійна 1 Ліга              | 1    | 10    | 12               | 14   |                |
| 1932–33 | Професійна 1 Ліга              | 1    | 10    | 12               | 13   |                |
| 1933–34 | Професійна 1 Ліга              | 1    | 12    | 12               | 12   |                |
| 1934–35 | 2 Ліга                         | 2    | 2     | 13               | 38   |                |
| 1935–36 | Профіліга                      | 2    | 1     | 14               | 49   |                |
| 1936–37 | Національний чемпіонат         | 1    | 5     | 14               | 32   |                |
| 1937–38 | Національний чемпіонат         | 1    | 7     | 14               | 24   |                |
| 1938–39 | Національний чемпіонат         | 1    | 6     | 14               | 28   |                |
| 1939–40 | Національний чемпіонат         | 1    | 14    | 14               | 4    |                |
| 1940–41 | 3 Ліга                         | 3    | 5     | 12               | 25   |                |
| 1941–42 | 3 Ліга                         | 3    | 12    | 12               | -    |                |
| 1945    | Чемпіонат Будапешту            | 1    | 12    | 12               | 3    |                |
| 1945–46 | 2 ліга                         | 2    | -     | 14               |      |                |